# Maximiseur de trombones

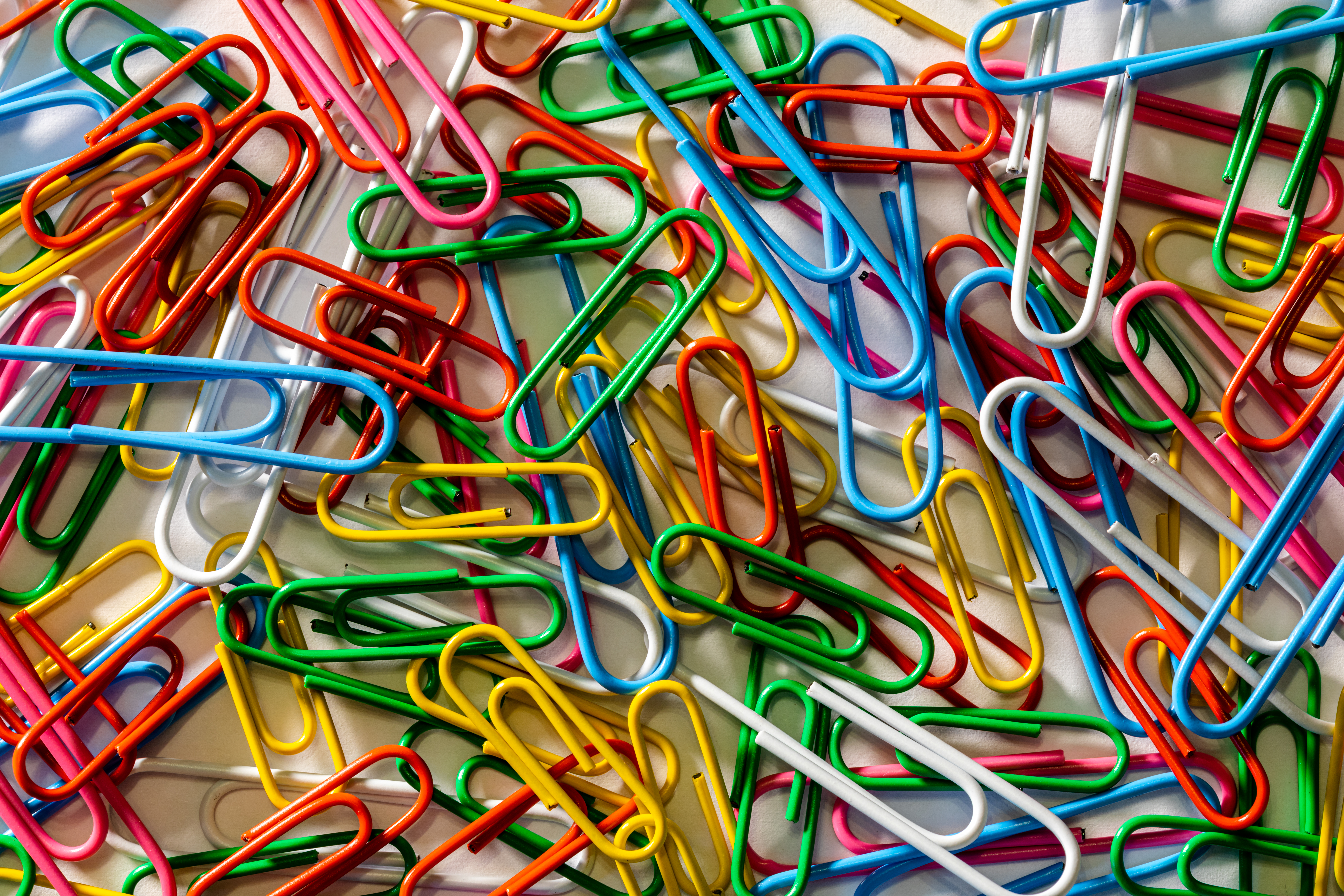
Trombones

Le maximiseur de trombones est une expérience de pensée décrite par le philosophe suédois Nick Bostrom en 2003. Il illustre le risque existentiel qu'une intelligence artificielle générale peut poser, même lorsqu'elle est programmée avec des objectifs apparemment inoffensifs.

Il insiste aussi sur la nécessité de résoudre le problème de l'alignement et d'intégrer des valeurs humaines et éthiques dans les intelligences artificielles. Le scénario décrit une intelligence artificielle avancée chargée de fabriquer des trombones. Si une telle machine était suffisamment puissante et n'était pas programmée pour valoriser la vie humaine, elle essaierait de transformer toute la matière de l'univers, y compris les êtres humains, en trombones ou en machines à fabriquer des trombones.

« Supposons que nous ayons une IA dont l'unique but soit de faire autant de trombones que possible. L'IA se rendra vite compte que ce serait bien mieux s'il n'y avait pas d'humains, parce que les humains pourraient décider de l'éteindre. Parce que si les humains le faisaient, il y aurait moins de trombones. De plus, le corps humain contient beaucoup d'atomes qui pourraient être transformés en trombones. L'avenir vers lequel l'IA essaierait de se diriger serait un futur avec beaucoup de trombones mais aucun humain. »

— Nick Bostrom
Bostrom a souligné qu'il ne croit pas que le scénario du maximiseur de trombones se produira réellement ; son intention est plutôt d'illustrer les dangers du fait de créer des machines superintelligentes sans savoir comment les programmer en toute sécurité pour éviter tout risque de menace existentielle pour l'humanité. L'exemple du maximiseur de trombones illustre le vaste problème de la gestion de systèmes puissants dépourvus de valeurs humaines.